# Anthaxia punctifera
Anthaxia punctifera es una especie de escarabajo del género Anthaxia, familia Buprestidae. Fue descrita científicamente por Haupt en 1956.

## Distribución
Se distribuye por las ecozonas del Neártico, Neotrópico, región indomalaya, Paleártico y región afrotropical.